# Daniel Golubovic
Daniel Golubovic (Torrance, 29 novembre 1993) è un multiplista australiano.

## Biografia
Nato a Torrance (California), nel 2021 partecipa ai campionati oceaniani di prove multiple, conquistando la medagli d'oro nel decathlon. Nel 2022 prende parte ai campionati oceaniani di atletica leggera di Mackay, sempre nel decathlon, non completando la gara in seguito a tre prove nulle nel salto in lungo. Lo stesso anno, però, si classifica quattordicesimo nel decathlon ai campionati mondiali di Eugene e conquista la medaglia d'argento ai Giochi del Commonwealth di Birmingham.
Ai mondiali di Budapest 2023 raggiunge la dodicesima posizione nella classifica del decathlon, mentre nel 2024 è medaglia d'argento ai campionati oceaniani di Suva.

## Progressione

### 100 metri piani
| Stagione | Tempo | Luogo      | Data       |
| -------- | ----- | ---------- | ---------- |
| 2024     | 11"25 | Suva       | 2-6-2024   |
| 2023     | 10"98 | Götzis     | 27-5-2023  |
| 2022     | 10"91 | Sydney     | 1-4-2022   |
| 2021     | 11"03 | Brisbane   | 18-12-2021 |
| 2020     | 11"09 | Brisbane   | 19-12-2020 |
| 2019     | 11"24 | Des Moines | 25-7-2019  |
| 2018     | 11"26 | Des Moines | 21-6-2018  |
| 2017     | 11"25 | Sacramento | 22-6-2017  |
| 2016     | 11"75 | Bradenton  | 26-5-2016  |
| 2015     | 11"35 | Azusa      | 15-4-2015  |
| 2014     | 11"69 | Azusa      | 16-4-2014  |

### 400 metri piani
| Stagione | Tempo | Luogo      | Data       |
| -------- | ----- | ---------- | ---------- |
| 2024     | 49"60 | Suva       | 2-6-2024   |
| 2023     | 48"63 | Götzis     | 27-5-2023  |
| 2022     | 49"08 | Birmingham | 4-8-2022   |
| 2021     | 48"58 | Brisbane   | 18-12-2021 |
| 2020     | 50"20 | Brisbane   | 19-12-2020 |
| 2019     | 50"13 | Sydney     | 4-4-2019   |
| 2018     | 50"20 | Des Moines | 21-6-2018  |
| 2017     | 50"70 | Atlanta    | 12-5-2017  |
| 2016     | 52"36 | Bradenton  | 26-5-2016  |
| 2015     | 56"16 | Azusa      | 15-4-2015  |
| 2014     | 53"16 | La Jolla   | 1-5-2014   |

### 1500 metri piani
| Stagione | Tempo   | Luogo      | Data       |
| -------- | ------- | ---------- | ---------- |
| 2024     | 4'32"28 | Suva       | 3-6-2024   |
| 2023     | 4'29"51 | Budapest   | 26-8-2023  |
| 2022     | 4'29"67 | Eugene     | 24-7-2022  |
| 2021     | 4'22"52 | Brisbane   | 19-12-2021 |
| 2020     | 5'00"88 | Brisbane   | 20-12-2020 |
| 2019     | 4'31"02 | Arona      | 9-6-2019   |
| 2018     | 4'36"30 | Des Moines | 22-6-2018  |
| 2017     | 4'35"21 | Düsseldorf | 30-7-2017  |
| 2016     | 4'41"66 | Bradenton  | 27-5-2016  |
| 2015     | 4'59"57 | Azusa      | 16-4-2015  |
| 2014     | 4'41"12 | Azusa      | 17-4-2014  |

### 110 metri ostacoli
| Stagione | Tempo   | Luogo      | Data       |
| -------- | ------- | ---------- | ---------- |
| 2024     | 14"24   | Suva       | 3-6-2024   |
| 2023     | 14"03   | Melbourne  | 23-2-2023  |
| 2022     | 13"92   | Eugene     | 24-7-2022  |
| 2021     | 14"09   | Brisbane   | 19-12-2021 |
| 2020     | 14,57 m | Brisbane   | 20-12-2020 |
| 2019     | 14"51   | Des Moines | 26-7-2019  |
| 2018     | 14"62   | Des Moines | 22-6-2018  |
| 2017     | 14"90   | Durham     | 1-4-2017   |
| 2016     | 14"97   | San Diego  | 25-3-2016  |
| 2015     | 15"12   | San Diego  | 4-4-2015   |
| 2014     | 15"47   | La Jolla   | 2-5-2014   |

### Salto in alto
| Stagione | Misura | Luogo         | Data       |
| -------- | ------ | ------------- | ---------- |
| 2024     | 1,96 m | Suva          | 2-6-2024   |
| 2023     | 1,97 m | Götzis        | 27-5-2023  |
| 2022     | 1,96 m | Eugene        | 23-7-2022  |
| 2021     | 2,00 m | Brisbane      | 18-12-2021 |
| 2020     | 1,51 m | Brisbane      | 19-12-2020 |
| 2019     | 1,97 m | Des Moines    | 25-7-2019  |
| 2018     | 1,92 m | Azusa         | 19-4-2018  |
| 2017     | 1,98 m | Sacramento    | 22-6-2017  |
| 2016     | 1,84 m | Bradenton     | 26-5-2016  |
| 2015     | 1,95 m | San Francisco | 1-5-2015   |
| 2014     | 1,96 m | Azusa         | 16-4-2014  |
| 2012     | 1,98 m | Redondo Beach | 1-5-2012   |

### Salto con l'asta
| Stagione | Misura    | Luogo      | Data       |
| -------- | --------- | ---------- | ---------- |
| 2024     | 4,60 m    | Suva       | 3-6-2024   |
| 2024     | 4,60 m    | Brisbane   | 20-1-2024  |
| 2023     | 5,10 m    | Götzis     | 28-5-2023  |
| 2022     | 4,90 m    | Birmingham | 5-8-2022   |
| 2021     | 4,90 m    | Townsville | 19-6-2021  |
| 2021     | 4,90 m    | Brisbane   | 19-12-2021 |
| 2020     | 4,60 m    | Brisbane   | 20-12-2020 |
| 2019     | 4,90 m(i) | New York   | 24-1-2019  |
| 2018     | 4,95 m    | Des Moines | 22-6-2018  |
| 2017     | 4,90 m(i) | Blacksburg | 20-1-2017  |
| 2016     | 5,05 m    | San Diego  | 25-3-2016  |
| 2015     | 4,81 m    | San Diego  | 28-3-2015  |
| 2014     | 4,90 m    | La Jolla   | 2-5-2014   |
| 2013     | 4,72 m(i) | Reno       | 19-1-2013  |
| 2012     | 4,50 m    | Norwalk    | 10-6-2012  |

### Salto in lungo
| Stagione | Misura | Luogo           | Data       |
| -------- | ------ | --------------- | ---------- |
| 2024     | 6,94 m | Suva            | 2-6-2024   |
| 2023     | 7,12 m | Götzis          | 27-5-2023  |
| 2022     | 6,96 m | Eugene          | 23-7-2022  |
| 2021     | 7,22 m | Brisbane        | 18-12-2021 |
| 2020     | 7,09 m | Brisbane        | 19-12-2020 |
| 2019     | 6,93 m | Des Moines      | 25-7-2019  |
| 2018     | 6,87 m | Azusa           | 19-4-2018  |
| 2017     | 6,79 m | Charlottesville | 29-4-2017  |
| 2016     | 6,42 m | Azusa           | 15-4-2016  |
| 2015     | 6,68 m | Azusa           | 15-4-2015  |
| 2014     | 6,36 m | La Jolla        | 1-5-2014   |

### Getto del peso
| Stagione | Misura     | Luogo      | Data       |
| -------- | ---------- | ---------- | ---------- |
| 2024     | 15,05 m    | Brisbane   | 17-2-2024  |
| 2023     | 15,14 m    | Budapest   | 25-8-2023  |
| 2022     | 15,60 m    | Birmingham | 4-8-2022   |
| 2021     | 15,37 m    | Sydney     | 15-4-2021  |
| 2020     | 14,92 m    | Brisbane   | 19-12-2020 |
| 2019     | 14,85 m    | Arona      | 8-6-2019   |
| 2018     | 13,79 m(i) | Ann Arbor  | 2-2-2018   |
| 2017     | 13,69 m    | Durham     | 1-4-2017   |
| 2016     | 12,79 m    | San Diego  | 24-3-2016  |
| 2015     | 12,60 m    | Azusa      | 15-4-2015  |
| 2014     | 11,35 m    | Allendale  | 22-5-2014  |

### Lancio del disco
| Stagione | Misura  | Luogo      | Data       |
| -------- | ------- | ---------- | ---------- |
| 2024     | 50,85 m | Brisbane   | 27-1-2024  |
| 2023     | 48,47 m | Budapest   | 26-8-2023  |
| 2022     | 49,85 m | Birmingham | 5-8-2022   |
| 2021     | 51,26 m | Townsville | 19-6-2021  |
| 2020     | 50,42 m | Brisbane   | 20-12-2020 |
| 2019     | 48,79 m | Arona      | 9-6-2019   |
| 2018     | 44,71 m | Azusa      | 20-4-2018  |
| 2017     | 48,67 m | Durham     | 22-4-2017  |
| 2016     | 48,44 m | San Diego  | 2-4-2016   |
| 2015     | 44,90 m | Walnut     | 28-2-2015  |
| 2014     | 44,06 m | Allendale  | 23-5-2014  |

### Lancio del giavellotto
| Stagione | Misura  | Luogo      | Data       |
| -------- | ------- | ---------- | ---------- |
| 2024     | 61,53 m | Suva       | 3-6-2024   |
| 2023     | 58,95 m | Budapest   | 26-8-2023  |
| 2022     | 58,26 m | Birmingham | 5-8-2022   |
| 2021     | 62,83 m | Townsville | 19-6-2021  |
| 2020     | 41,60 m | Brisbane   | 20-12-2020 |
| 2019     | 64,02 m | Sydney     | 5-4-2019   |
| 2018     | 59,99 m | Des Moines | 22-6-2018  |
| 2017     | 61,47 m | Düsseldorf | 30-7-2017  |
| 2016     | 61,08 m | Tempe      | 9-4-2016   |
| 2015     | 51,13 m | Azusa      | 16-4-2015  |
| 2014     | 48,74 m | Azusa      | 17-4-2014  |

### Decathlon
| Stagione | Punteggio | Luogo      | Data       | Rank. Mond. |
| -------- | --------- | ---------- | ---------- | ----------- |
| 2024     | 8002 p.   | Suva       | 3-6-2024   |             |
| 2023     | 8301 p.   | Götzis     | 28-5-2023  | 21º         |
| 2022     | 8197 p.   | Birmingham | 5-8-2022   | 24º         |
| 2021     | 8336 p.   | Brisbane   | 19-12-2021 | 13º         |
| 2020     | 7651 p.   | Brisbane   | 20-12-2020 | 34º         |
| 2019     | 7901 p.   | Sydney     | 5-4-2019   | 42º         |
| 2018     | 7702 p.   | Des Moines | 22-6-2018  | 69º         |
| 2017     | 7717 p.   | Sacramento | 23-6-2017  | 86º         |
| 2016     | 7116 p.   | Bradenton  | 27-5-2016  | 220º        |
| 2015     | 6881 p.   | Azusa      | 16-4-2015  | 341º        |
| 2014     | 6898 p.   | La Jolla   | 2-5-2014   | 315º        |

## Palmarès
| Anno | Manifestazione                         | Sede       | Evento    | Risultato | Prestazione | Note |
| ---- | -------------------------------------- | ---------- | --------- | --------- | ----------- | ---- |
| 2021 | Campionati oceaniani di prove multiple | Brisbane   | Decathlon | Oro       | 8336 p.     |      |
| 2022 | Campionati oceaniani                   | Mackay     | Decathlon | dnf       | dnf         |      |
| 2022 | Mondiali                               | Eugene     | Decathlon | 14º       | 8071 p.     |      |
| 2022 | Giochi del Commonwealth                | Birmingham | Decathlon | Argento   | 8197 p.     |      |
| 2023 | Mondiali                               | Budapest   | Decathlon | 12º       | 8141 p.     |      |
| 2024 | Campionati oceaniani                   | Suva       | Decathlon | Argento   | 8002 p.     |      |
| 2024 | Giochi olimpici                        | Parigi     | Decathlon | 19º       | 7566 p.     |      |

## Campionati nazionali
2017
- 6º ai campionati statunitensi assoluti, decathlon - 7717 p.

2018
- 4º ai campionati statunitensi assoluti, decathlon - 7702 p.

2019
- Fuori classifica ai campionati australiani assoluti, decathlon - 7901 p.
- 6º ai campionati statunitensi assoluti, decathlon - 7824 p.

2021
- Non arrivato ai campionati australiani assoluti, decathlon - dnf

2022
- Non arrivato ai campionati australiani assoluti, decathlon - dnf